# Larry Williams (director de fotografía)
Larry Williams (Pensilvania, Estados Unidos, 24 de mayo de 1889 - Hollywood, California, Estados Unidos, 30 de marzo de 1956) fue un director de fotografía estadounidense. Trabajó desde la época del cine mudo hasta principios de la década de 1950.

## Filmografía
- 1955 - Golden Glamour del propio Larry Williams. Cortometraje documental de 15 minutos. Es su única experiencia como director.
- 1944 - Boogie woogie dream de Hans Burger.
- 1940 - Overture to Glory de Max Nosseck.
- 1939 - Tevya de Maurice Schwartz.
- 1939 - Venetian Serenade de Milton Schwarzwald Cortometraje documental de 19 minutos.
- 1938 - Nautical Nights de Milton Schwarzwald. Cortometraje documental de 20 minutos.
- 1938 - afe Rendezvous de Milton Schwarzwald. Cortometraje musical de 20 minutos.
- 1938 - Patio Serenade de Milton Schwarzwald. Cortometraje musical de 20 minutos.
- 1938 - Music and Models de Milton Schwarzwald. Cortometraje musical de 20 minutos.
- 1935 - The Crime of Dr. Crespi de John H. Auer.
- 1935 - Major Bowes Amateur Theater of the Air de John H. Auer.
- 1931 - Honor mancillado (Tarnished Lady) de George Cukor.
- 1931 - The Girl Habit de Edward F. Cline.
- 1930 - Jóvenes de Nueva York (Young Man of Manhattan) de Monta Bell.
- 1930 - Tonto de remate (The Sap From Syracuse) de A. Edward Sutherland.
- 1930 - Follow the Leader de Norman Taurog.
- 1926 - The Wives of the Prophet de James A. Fitzgerald.
- 1924 - Ramshackle House de F. Harmon Weight.
- 1922 - The Man She Brought Back de Charles Miller.
- 1921- The Idol of the North de Roy William Neill.
- 1921 - The Family Closet de John B. O'Brien.
- 1921 - Father Tom de John B. O'Brien.
- 1921 - Lonely Heart de John B. O'Brien.
- 1919 - The Bishop's Emeralds de John B. O'Brien.
- 1919 - Marriage for Convenience de Sidney Olcott.
- 1919 - Impossible Catherine de John B. O'Brien.
- 1918 - Marriage de James Kirkwood.
- 1918 - Out of the Night de James Kirkwood.
- 1918 - A Romance of the Underworld de James Kirkwood.
- 1918 - The Accidental Honeymoon de Léonce Perret.
- 1918 - The Struggle Everlasting de James Kirkwood.
- 1918 - Eve's Daughter de James Kirkwood.
- 1917 - The Dummy de Francis J. Grandon.
- 1917 - Heart's Desire de Francis J. Grandon.
- 1917 - Broadway Jones de Joseph Kaufman
- 1916 - The Traveling Salesman de Joseph Kaufman.
- 1916 - The Big Sister de John B. O'Brien.
- 1916 - Little Lady Eileen de J. Searle Dawley.
- 1916 - What Doris Did de George Foster Platt. Cortometraje.
- 1915 - Milestones of Life de Eugene Moore.
- 1915 - His Wife de George Foster Platt.
- 1915 - Inspiration de George Foster Platt.